# Augsburg Airways
Augsburg Airways war eine deutsche Fluggesellschaft mit Sitz in Hallbergmoos und Basis auf dem Flughafen München. Sie führte bis einschließlich 26. Oktober 2013 unter der Marke Lufthansa Regional Flüge im Auftrag der Lufthansa sowie eigene Charterflüge durch.

## Geschichte

### Gründung und erste Jahre
Die Fluggesellschaft wurde 1981 unter dem Namen Interot Airservice in Augsburg gegründet. Die Bedarfsfluggesellschaft für den Werkflugverkehr des Papierherstellers Haindl wurde für firmeninterne Flugverbindungen zwischen Augsburg und Düsseldorf benötigt. Die Augsburger Unternehmerfamilie Haindl bestimmte noch bis 2004 die Geschicke der Fluggesellschaft.
Im Jahr 1986 wurde die Bedarfsfluggesellschaft zu einer Regionalfluglinie und nahm mit einer Beechcraft King Air 200 den regelmäßigen Flugbetrieb zwischen Augsburg und Düsseldorf auf. Im Jahr 1989 erteilte das Bundesministerium für Verkehr dem Augsburger Unternehmen die Anerkennung als Regionalfluggesellschaft. Interot Airservice flog jetzt ab Augsburg täglich nach Düsseldorf, Hamburg, Köln/Bonn und Berlin-Tempelhof. Zum Einsatz kamen neun- und 19-sitzige Maschinen der Typen Beechcraft 1900 und King Air.
Auf der Strecke Augsburg–Berlin setzte die Fluggesellschaft 1990 zum ersten Mal eine Turboprop-Maschine des Typs DHC-8-100 des kanadischen Herstellers de Havilland Canada ein. Neue Verbindungen folgten: 1992 kamen Dresden und Leipzig hinzu, 1994 folgte eine erste ausländische Linienverbindung nach Florenz. Im Jahr 1995 wurde die Interot offiziell Mitglied der IATA, der Flugplatz Augsburg erhielt den 3-Letter-Code AGB und wurde unter dem Metropolitan-Code MUC für München gelistet.

### Kooperation mit Lufthansa

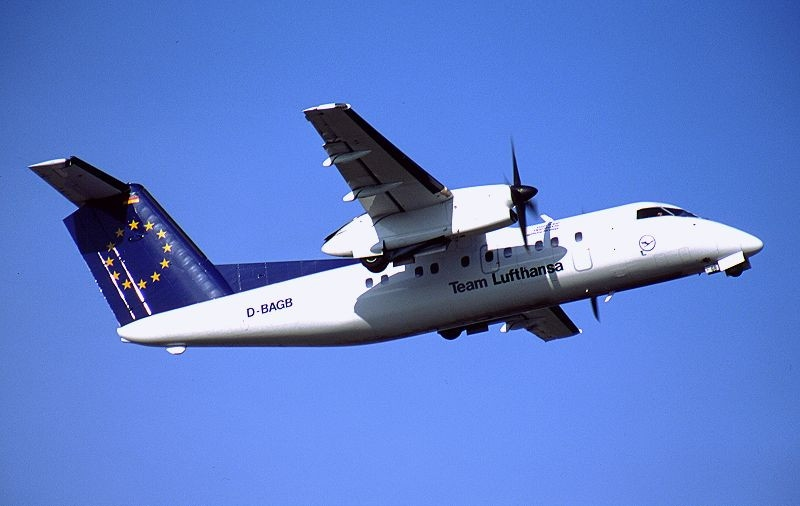
Eine DHC-8-100 der Augsburg Airways im Einsatz für das damalige Team Lufthansa

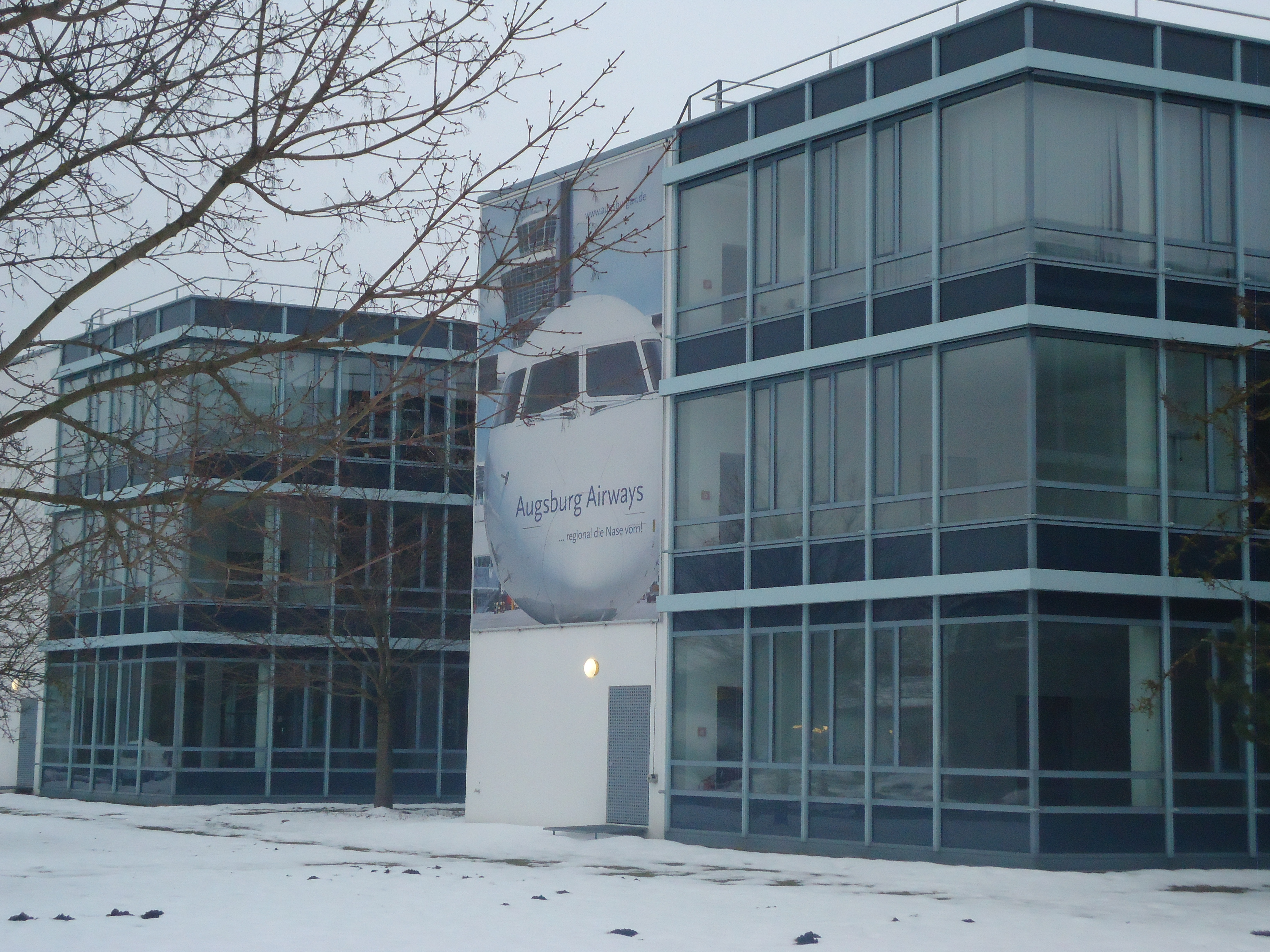
Der Sitz von Augsburg Airways in Hallbergmoos bei München

Im Jahr 1996 gab sich die Regionalfluglinie mit „Augsburg Airways“ einen neuen Namen, und zum Winterflugplan 1996/97 wurde die Linie Mitglied des „Teams Lufthansa“. Im Jahr 1997 nahm die Lufthansa Augsburg Airways ins Vielflieger-Bonusprogramm „Miles & More“ auf. Augsburg Airways flog jetzt außerdem dreimal täglich von Augsburg nach Frankfurt am Main und nahm den Streckendienst München–Paderborn auf. Die Ausweitung der Linienflüge führte zwischen 1997 und 1999 zu einer Aufstockung der Flotte von vier auf zwölf DHC-8-Turboprop-Maschinen und zur Bestellung größerer Flugzeuge des Typs DHC-8-400. Im Jahr 2000 beförderte die Regionalfluggesellschaft fast eine Million Passagiere (972.228). Damit waren die Entwicklungsmöglichkeiten am Flugplatz Augsburg erschöpft, weshalb man einen Umzug nach München ins Auge fasste. Vor der Umsetzung dieses Plans hatte Augsburg Airways jedoch noch eine turbulente Phase zu überstehen, denn Mitte Mai 2001 verkaufte die Familie Haindl ihren Papierkonzern an den finnischen Mitbewerber UPM-Kymmene. Die Familie Haindl behielt damals die Fluggesellschaft, doch geriet die Airline 2002 in eine wirtschaftliche Krise, weshalb man das Personal um ein Viertel verringerte, vier der 16 Maschinen verleaste, Flugverbindungen strich und den Geschäftsführer auswechselte. In der Folge erholte sich das Unternehmen, weil man damals den eigenen Flugbetrieb in Augsburg einstellte und München zum neuen Heimatflughafen der Firma bestimmt wurde, um das Unternehmen weiterentwickeln zu können.
Im Jahr 2003 begann Augsburg Airways, im Auftrag der Lufthansa unter LH-Flugnummern zu fliegen. In den folgenden Jahren kam es zu mehreren Eigentümerwechseln. Im Jahr 2004 kaufte Gerd Brandecker, Gesellschafter der Cirrus Gruppe, Augsburg Airways. Cirrus Airlines und Augsburg Airways operierten aber weiterhin vollkommen unabhängig voneinander. Im Jahr 2007 kam es zur Mehrheitsbeteiligung der ATON GmbH mit dem Hauptgesellschafter Lutz Helmig an der Cirrus Gruppe und Augsburg Airways. Schon ein Jahr später wurde die ATON GmbH alleiniger Gesellschafter von Augsburg Airways. Im Jahr 2009 setzte man eine DHC-8-400 für Brussels Airlines von Hannover nach Brüssel ein und musterte die DHC-8-300 aus, weil sie nicht mehr der Flottenpolitik der Lufthansa entsprachen. Im Jahr 2010 flog Augsburg Airways fünf Regionaljets des Typs Embraer 195, eine Embraer 190 und neun DHC-8-400. In den folgenden Jahren modernisierte man die Flotte kontinuierlich.

### Einstellung des Betriebs
Am 26. Oktober 2012 gab die Lufthansa bekannt, dass die Zusammenarbeit mit Augsburg Airways per Winterflugplan 2013 mit Wirkung zum 27. Oktober 2013 gekündigt wurde. Nachdem Lufthansa ihre Zusammenarbeit mit Augsburg Airways gekündigt hatte, schloss die Airline im Februar 2013 mit Swiss zwar ein Wetlease-Abkommen und stationierte ab April 2013 eine De Havilland DHC-8-400 in Nürnberg, um viermal am Tag nach Zürich zu fliegen, aber ohne den Hauptauftrag der Lufthansa, für den fast die gesamte Flotte eingesetzt wurde, stellte Augsburg Airways den Flugbetrieb zum 31. Oktober 2013 ein. Die fünf Embraer 195 wurden an Lufthansa CityLine transferiert und die verbliebenen De Havilland-Flugzeuge nach Bangladesch und Kanada verkauft. Vier davon wurden später von Austrian Airlines übernommen; die zwei Embraer-Maschinen im Besitz der Gesellschaft gingen an einen britischen Flugzeughändler. Für die Mitarbeiter, die teils schon neue Anstellungen gefunden hatten, wurde eine Abfindungsregelung vereinbart.
Am 26. Oktober wurde Augsburg Airways nach dem letzten Linienflug auf dem Flughafen München von den Mitarbeitern verabschiedet. Am 28. Oktober wurden die De Havilland-Flotte und eine Embraer 190 nach Maastricht überführt und zum Abschied wurde in München noch ein Formationsüberflug mit einer DHC-8-400 und einer Embraer 190 durchgeführt.
Darauffolgend wurde am 30. Dezember 2013 das Liquidationsverfahren eröffnet und die Gesellschaft aufgelöst.

## Flugziele
Zuletzt wurden von Augsburg Airways vom Flughafen München aus für Lufthansa Regional 36 innerdeutsche und europäische Destinationen, darunter Paris, Warschau, Amsterdam, Tirana, Pula, Brüssel, Turin und Bremen bedient. Zudem wurden auch Charterflüge unter eigenem Namen angeboten. Im Sommerflugplan 2013 setzte Augsburg Airways außerdem eine Maschine im Wetlease für Swiss ein.

## Flotte

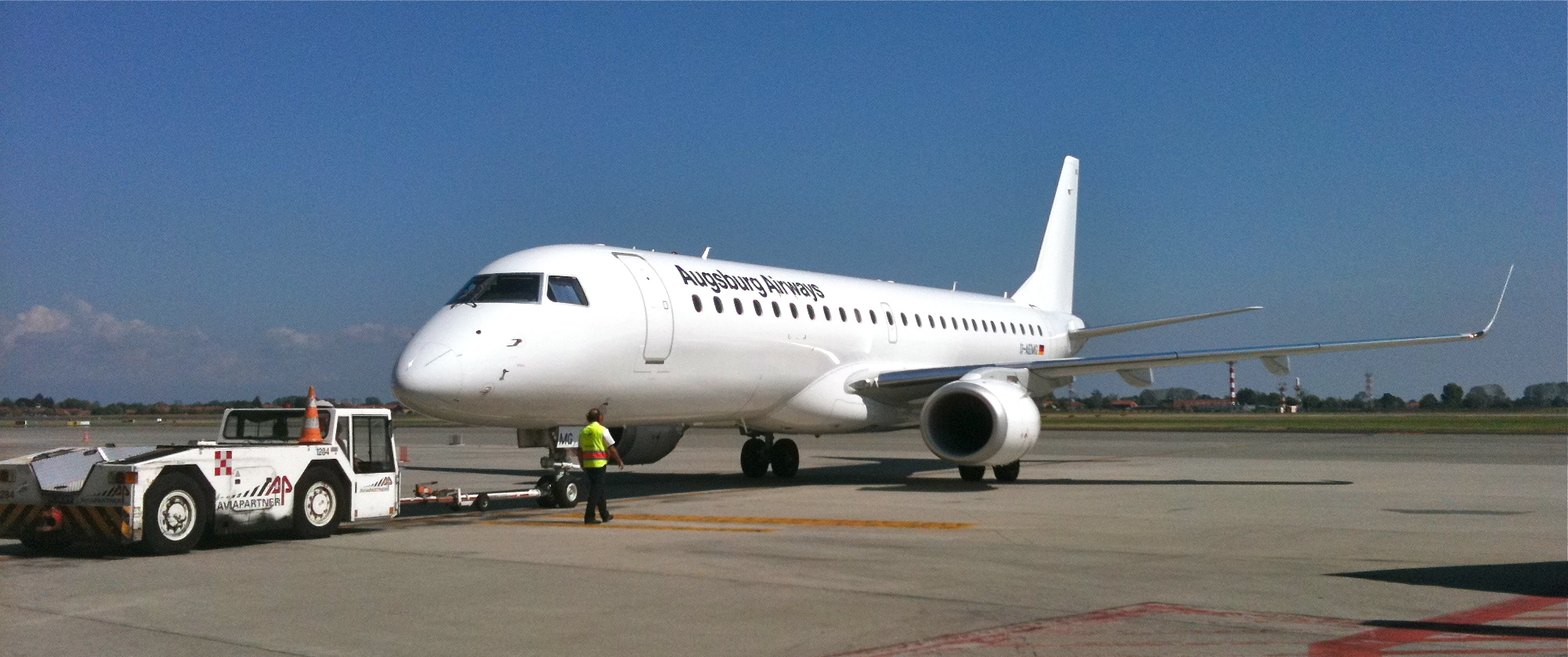
Eine Embraer 190 der Augsburg Airways in eigener Bemalung (2010)

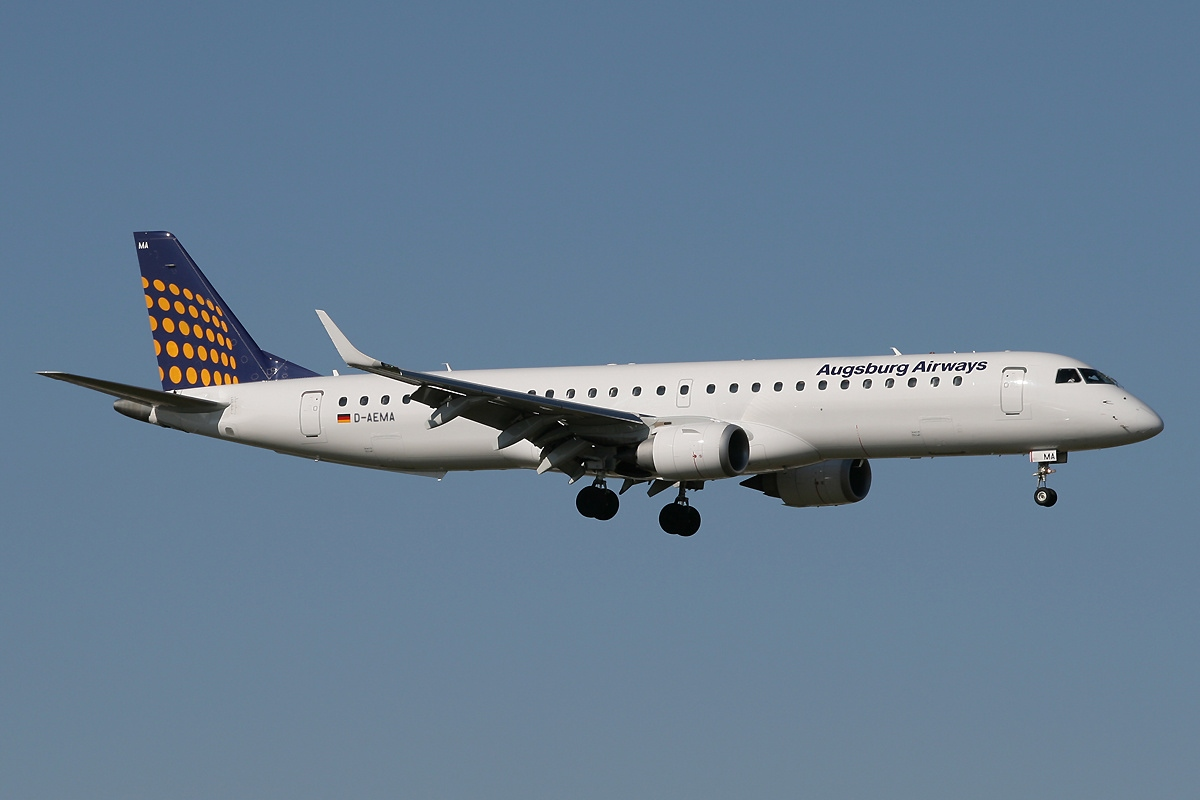
Eine Embraer 195 der Augsburg Airways in Lufthansa Regional-Bemalung (2011)

Mit Stand Oktober 2013 bestand die Flotte der Augsburg Airways aus 15 Flugzeugen mit einem Durchschnittsalter von 7,7 Jahren:
| Flugzeugtyp            | aktiv | bestellt | Anmerkungen                                                              | Sitzplätze |
| ---------------------- | ----- | -------- | ------------------------------------------------------------------------ | ---------- |
| De Havilland DHC-8-400 | 08    |          | 7 betrieben für Lufthansa Regional                                       | 76         |
| Embraer 190            | 02    |          |                                                                          | 100        |
| Embraer 195            | 05    |          | betrieben für Lufthansa Regional; wurden an Lufthansa CityLine übergeben | 116        |
| Gesamt                 | 15    | -        |                                                                          |            |